# 仙波久良
仙波 久良（せんば ひさよし、1883年12月5日 - 1975年2月28日）は、日本の政治家。衆議院議員（1期）。勲等は勲四等。

## 経歴
滋賀県東浅井郡湯田村（現・長浜市）生まれ。私立攻玉社工学校で学ぶ。満州に渡り、南満州鉄道(株)に入る。満鉄は入社10年あまりで退社した。のち満州石材工業(資)代表社員、東洋石材工業(資)専務取締役、満州日本居留民代表、同参事会員となる。
1928年10月に大連市会議員に選ばれ、1932年の任期満了まで務めた。その後、同年の第18回衆議院議員総選挙において滋賀県全県区から立憲政友会公認で立候補して当選した。1936年の第19回衆議院議員総選挙で落選した。1937年の第20回衆議院議員総選挙でも立候補したが落選した。
その後は宮城県で、仙南交通(株)取締役、秋保電気鉄道、東洋興産各(株)社長を務め、県公安委員となった。1975年死去。